# Xã Colebrook, Quận Ashtabula, Ohio
Xã Colebrook (tiếng Anh: Colebrook Township) là một xã thuộc quận Ashtabula, tiểu bang Ohio, Hoa Kỳ. Năm 2010, dân số của xã này là 994 người.